# Emil Hirsch (Unternehmer, 1870)
Emil Hirsch (geboren 25. Februar 1870 in Halberstadt; gestorben 28. Juli 1938 in Amsterdam) war ein deutscher Chemiker und Metallindustrieller. Er war Teilhaber und letzter Chef der Firma Aron Hirsch & Sohn.

## Leben
Emil Hirsch war ein Sohn des Unternehmers Benjamin Hirsch und der Julie Auerbach.  Hirsch war verheiratet mit Else Dülken, die 1942 im KZ Auschwitz ermordet wurde. Aus der Ehe gingen keine Kinder hervor.
Hirsch studierte Chemie und Physik in Berlin und trat in das Familienunternehmen Aron Hirsch & Sohn ein. Er wurde 1911 Vorsitzender der jüdischen Gemeinde Halberstadt und  stellvertretender Aufsichtsratsvorsitzender der Hirsch Kupfer und Messingwerke in Eberswalde. 1932 schied die Familie Hirsch infolge der Berliner Bankenkrise aus dem Unternehmen aus. 
Im März 1938 flohen Hirsch und seine Frau nach Amsterdam. 